# Союз демократического возрождения Грузии
Союз демократического возрождения Грузии (груз. დემოკრატიული აღორძინების კავშირი, Demokratiuli Aghordzinebis Kavshiri) — политическая партия Грузии правоцентристского толка. Несмотря на то, что центром политической деятельности партии была Аджария, количество её членов достигало 170 000 человек по всей стране.

## История
Партия была создана в 1992 году Асланом Абашидзе, занимавшим на тот момент пост председателя Верховного совета Аджарии и должность заместителя Председателя парламента Грузии. Первоначальным названием партии было «Всегрузинский союз возрождения» (согласно другим источникам — «Аджарский союз за возрождение Грузии» (груз. საქართველოს აღორძინების აჭარის კავშირი), которое 17 июля 1998 года было изменено на «Союз демократического возрождения Грузии».
На выборах парламента Грузии 1992 партия добилась определённого успеха и создала сильную парламентскую фракцию.
На парламентских выборах 1995 года партия преодолела 5%-ный барьер. Вместе с ней в парламент прошли ещё две партии: «Союз граждан Грузии», возглавляемый Эдуардом Шеварднадзе, и «Национально-демократическая партия Грузии»
В 1995 году партия вступила в парламентскую коалицию с партией Эдуарда Шеварднадзе, получившей парламентское большинство, однако затем в 1999 году возглавила оппозиционный блок «Возрождение Грузии» (вместе с «Социалистической партией» и ещё 4 другими партиями). На парламентских выборах в 1999 году партия получила значительную поддержку и 15 мест в парламенте.
На выборах 2003 года Союз демократического возрождения Грузии получил 6 мест по одномандатным округам.
На выборах по многомандатному округу 28 марта 2004 года партия получила 6,0 % голосов. Буквально на следующий день выступил глава ЦИК Грузии Зураб Чиаберашвили, заявив о многочисленных нарушениях «Союза возрождения» во время выборов и шантаже избирателей.
В мае 2004 года глава представительства Аджарской автономии в Тбилиси Гамлет Чипашвили заявил, что партия «будет упразднена», но официального объявления об этом на тот момент не было. После смещения Абашидзе в результате Аджарского кризиса партия фактически перестала существовать.

## Известные представители
- Абашидзе, Аслан Ибрагимович (1992—2004)
- Мгеладзе, Арсен Селимович (1996—2004)
- Джемал Гогитидзе ( -2004)